# عدالية
العدالية (بالإنجليزية: Justicialism)‏ أو البيرونية (بالإنجليزية: Peronism)‏ هي مفهوم سياسي واجتماعي يشير إلى مسألتين مختلفتين: الأولى تتعلق بنظرية برودون (بالإنجليزية: Proudhon)‏ حول «المنهج الوضعي»، والثانية تتعلق بالحزب الذي أنشأه بيرون في الأرجنتين.

## برودون ونظرية «العدالية»
برودون هو أحد أهم المفكرين الفرنسيين في القرن التاسع عشر. وقد كان له تأثير كبير في عصره من خلال نظرياته حول «الاشتراكية العلمية». على مستوى الناحية الإيجابية لنظرياته يتميز برودون بمنهجه الوضعي الذي يحاول به التوفيق بين العمل المجتمعي الواقعي وبين «العدالية» التي هي، ي آن واحد «مثالية وواقعية» حيث يتحقق الإنسان المثالي عبر تحقق العدالة الاجتماعية.
نظرية برودون حول «العدالية» تأتي نتيجة لنظريته حول «المثالية-الواقعية» حيث يحاول أن يوفق بين المثال والواقع، ويشدد على الارتاط الوثيق بين الفكر والممارسة العملية.

يرى برودون أن: 

«العدالة ليست علاقة بسيطة، أو نظرية مجردة، أو مبدأ إيماني. إنما هي واقع فعلي. إنها، كناموس من نواميس الكون الفيزيائية، توازن وعلاقة قوى»
 . وهي، كقانون اجتماعي، تبادل وعلاقة تضامن. وهي كنظرية عقلانية، نسبة مساواة، وهي، كشريعة أدبية، توازن الحقوق والواجبات. وهي أخيرا، كقانون مثالي، مثال يتحقق.
 

## بيرون و «العدالية»
في العام 1946 رشح بيرون نفسه لرئاسة الأرجنتين باسم حزب عمالي ضم أعضاء كانوا ينتسبون إلى بعض النقابات وآخرين انشقوا عن الحزب الراديكالي الذي كان يحصل في معظم الانتخابات على أكثرية المقاعد. وحصل بيرون في 24 فبراير عل 56% من الأصوات وفاز على التحالف الذي كان يضم الراديكاليين والاشتراكيين والشيوعيين والليبراليين.
و بعد سنتين من الحكم ألغى بيرون تعدد الأحزاب في الأرجنتين وجميع كل الأحزاب في حزب واحد، هو «حزب العدالية» الذي وضعه في خدمة سلطته الشخصية. إلا أن هذا الحزب، بالرغم من تناقضاته النظرية، وبالرغم من ممارساته الفاشية، كان يحمل بعضا من المبادئ الاشتراكية، لاسيما فيما يختص بالتأميمات وتحقيق بعض العدالة الاجتماعية للعمال والفلاحين.